# Joaquim Arrufat i Ibáñez
Joaquim Arrufat i Ibáñez, més conegut com a Quim Arrufat, (la Seu d'Urgell, 1982) és un politòleg i activista social català. Actualment és professor de ciència política a la Facultat de Dret de la Universitat de Barcelona (UB) i impulsor de la plataforma Sobiranies.
Va ser diputat del Parlament de Catalunya per la Candidatura d'Unitat Popular - Alternativa d'Esquerres (CUP-AE) entre els anys 2012 i 2015, en què exercí de portaveu adjunt, i portaveu del secretariat nacional de la Candidatura d'Unitat Popular (CUP) fins al 2017. Entre 2009 i 2012 fou regidor de Vilanova i la Geltrú.
Arrufat parla 7 idiomes: català, anglès, castellà, francès, alemany, àrab i turc. Actualment (2023) treballa com a tècnic de projectes a la Confederació d’Associacions Veïnals de Catalunya.

## Biografia
Nascut l'any 1982 a la Seu d'Urgell, es llicencià en Ciències Polítiques i de l'Administració per la Universitat Autònoma de Barcelona. L'any 1996 inicià la militància política al col·lectiu vilanoví de contrainformació Contracorrent. També participa del col·lectiu de joves Endimari i de l'Ateneu Vilanoví. Des de 2009 treballa al Centre Internacional Escarré per a les Minories Ètniques i Nacionals (CIEMEN), on dirigeix l'àrea de relacions internacionals i cooperació. A partir d'aquesta tasca pogué intervenir com a membre actiu del Fòrum Social Mundial i dur diferents iniciatives al Consell de Drets Humans de les Nacions Unides, amb l'objectiu d'avançar en el dret dels pobles a l'autodeterminació.
El 23 de maig de 2013 fou encausat per desobediència a l'autoritat, juntament amb vint-i-nou persones de la Plataforma d'Afectats per la Hipoteca (PAH), després que ocupessin una seu de l'entitat bancària Unnim al barri de Torre-romeu de Sabadell per aconseguir la dació en pagament a una família desnonada. En vistes al judici, renuncià a la condició d'aforat per poder ser jutjat en igualtat de condicions que la resta d'imputats. El 30 de maig, el Jutjat d'instrucció número 4 de Sabadell sentencià l'absolució de tots els imputats.
En l'àmbit literari, ha participat com a col·laborador en llibres i periòdics, com per exemple, L'Accent. L'any 2010 redactà el capítol «Trenquem el silenci: una visió des de les Candidatures d'Unitat Popular» del llibre Construint municipi des dels moviments socials, coeditat per Elisenda Alamany, Marc Serrà i Gemma Ubasart. L'any 2012 aportà el seu testimoni a la sèrie d'entrevistes compilades al llibre Cop de CUP, coeditat per David Fernàndez i Julià de Jòdar. L'any 2015 va escriure «Posar nom al Kurdistan» com a pròleg del llibre Kurdistan. El poble del Sol, de Jordi Vàzquez.

### Activitat institucional
Entre 2009 i 2012 exercí de regidor a l'Ajuntament de Vilanova i la Geltrú per la Candidatura d'Unitat Popular (CUP). Originalment substituí Eduard Pinilla a l'escó obtingut al consistori i a les eleccions municipals de 2011 encapçalà la candidatura com a cap de llista, la qual augmentà fins a tres la seva representació a l'ajuntament vilanoví.
El 13 d'octubre de 2012 fou escollit en tercer lloc a les llistes de la CUP-Alternativa d'Esquerres per Barcelona a les eleccions al Parlament de Catalunya de 2012. En aquells comicis, la CUP obtingué tres escons, tots de la circumscripció de Barcelona, convertint-se així, el 25 de novembre, en diputat electe del nou hemicicle del Parlament de Catalunya. El 17 de desembre accedí a l'acta de diputat exercint el càrrec de portaveu adjunt del Grup Mixt de la desena legislatura de la Catalunya autonòmica. Com a representant al Parlament, renuncià a la regidoria municipal per a evitar duplicitat de càrrecs, cedint la posició al quart de la llista vilanovina, i escollit en assemblea popular, Raimon Ràfols. Tot i que va lliurar la carta de dimissió de regidor la setmana abans de constitució del Parlament de Catalunya, la renúncia al càrrec no es feu efectiva fins al ple del 24 de desembre.
L'agost de 2016 fou escollit membre del secretariat nacional de la Candidatura d'Unitat Popular i, al setembre del mateix any, en fou elegit portaveu juntament amb Núria Gibert.
Va renunciar a la seva militància a la CUP el 2019 abans de les eleccions municipals en les que havia de formar part de la llista del partit a Vilanova i la Geltrú.

### Acusacions d'assetjament sexual
A l'octubre de 2020 es publicava que la finalització de la seva pertinença a la CUP estaria relacionada amb dues acusacions per assetjament sexual. Tot i que no s'haurien formulat denúncies penals pels fets el partit era coneixedor i havia activat els seus "protocols interns" per a tractar les denúncies.
Com a resultat de la primera denúncia, el partit va determinar unes mesures per abordar la qüestió entre les que hi havien no coincidir amb la persona agredida, un procés de "revisió personal", visites peròdiques a un psicòleg i la impossibilitat de formar part d'una llista electoral ni poder ser cara visible de l'organització.
El 9 d'octubre de 2020 Arrufat a través d'un vídeo va considerar les informacions com a falses i tergiversades si bé reconeixia haver "causat dolor involuntàriament" en una ocasió.